# Relazioni bilaterali tra Kosovo e Serbia
Per relazioni bilaterali tra Serbia e Kosovo (in albanese Marrëdhëniet Serbo-Kosovare; in serbo српско-косовски односи?, srpsko-kosovski odnosi) ci si riferisce alle relazioni culturali, politiche e storiche della Serbia e del Kosovo.
Il Kosovo ha dichiarato unilateralmente l'indipendenza dalla Serbia nel 2008, una mossa che la Serbia ha rifiutato. La Serbia non riconosce il Kosovo come stato indipendente, ma lo rivendica come provincia autonoma del Kosovo e Metohija. Sebbene inizialmente non ci fosse alcun collegamento tra i due; negli ultimi anni c'è stato un aumento del dialogo e della cooperazione tra le due parti.
I negoziati organizzati dall'Unione europea hanno portato all'accordo di Bruxelles del 2013 sulla normalizzazione delle relazioni tra i governi del Kosovo e della Serbia. Entrambi si sono impegnati a non ostacolare l'altro nel processo di accettazione nell'Unione europea, l'istituzione di un corpo di polizia e le elezioni in tutto il Kosovo, nonché la proposta creazione della Comunità municipale della Serbia.
I colloqui diplomatici mediati dagli Stati Uniti hanno concordato di aprire collegamenti aerei, ferroviari e autostradali tra i due paesi, mentre le due parti hanno firmato un accordo nel settembre 2020 sulla normalizzazione delle relazioni economiche e sulla creazione di posti di lavoro.